# Bödelesee

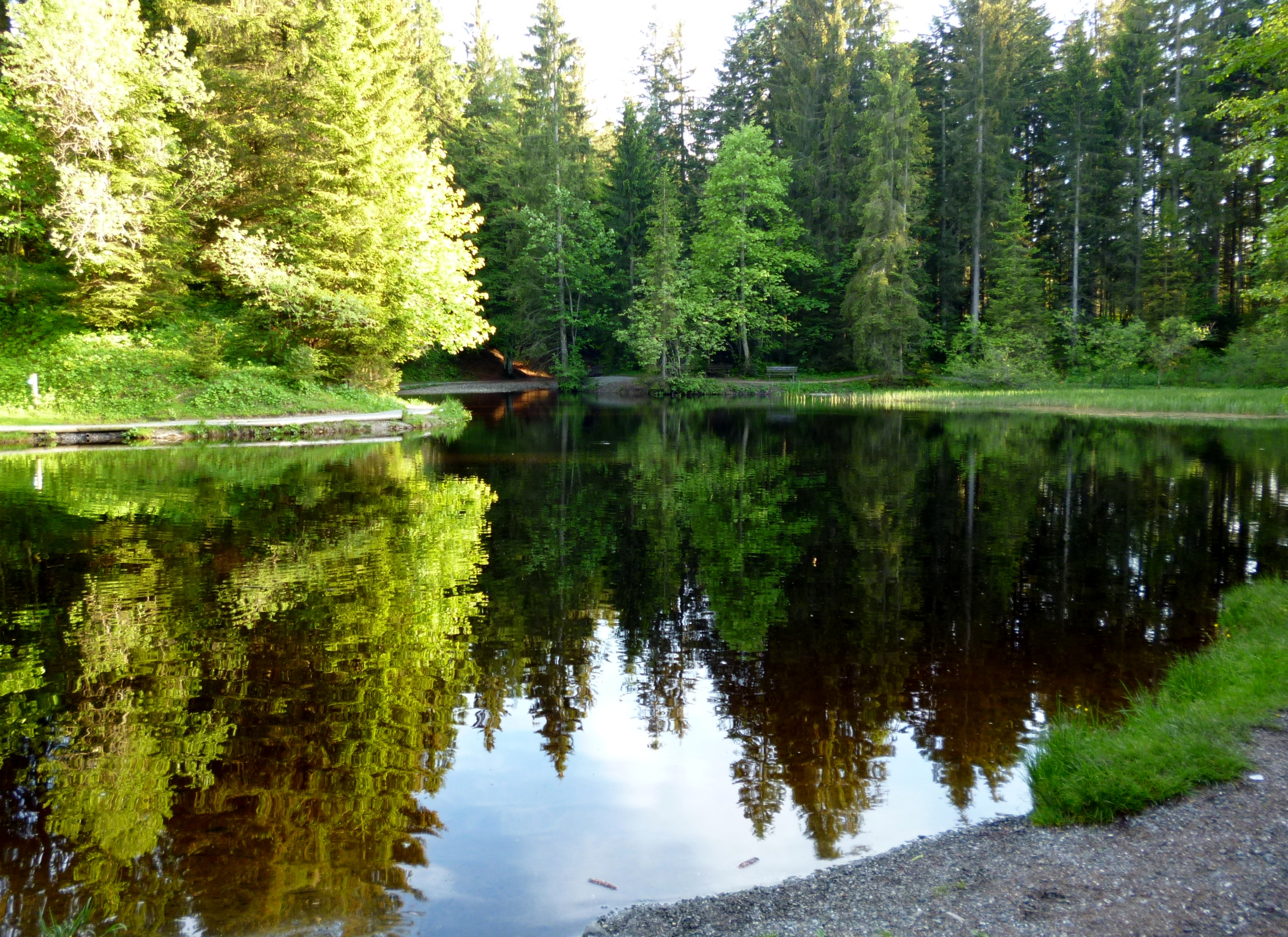
Blick über den Bödelesee

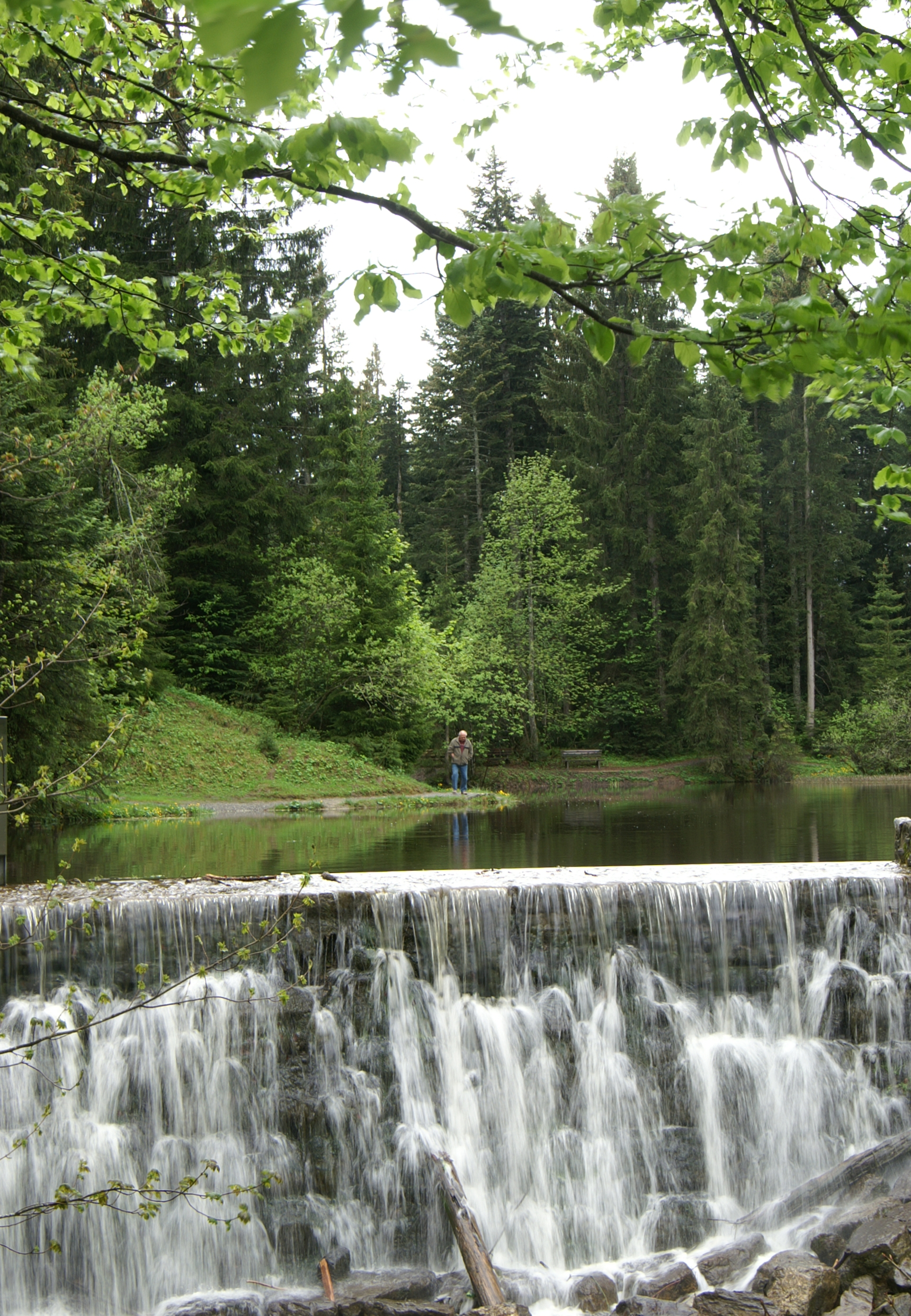
Bödelesee mit der Staumauer und dem Ausfluss des Winsauerbaches – Europaschutzgebiet Fohramoos

Der Bödelesee ist ein kleiner Stausee in Schwarzenberg im österreichischen Bundesland Vorarlberg. Er liegt auf dem Bödele am Losenpass auf einer Höhe von 1137 m.ü.A. und wird vom Winsauerbach gespeist. Er ist etwa 2700 m2 groß, etwa 50 m lang und 50 m breit. Der frühere Name ist Moorsee.

## Lage
Politisch liegt der See zur Gänze in Schwarzenberg/Vorarlberg/Österreich. Gebirgsgruppenmäßig liegt er an der Grenze zwischen den Lorenabergen und der Hochälpele-Weißenfluh-Gruppe. Er ist nur 100 m östlich vom Losenpass. Damit liegt er auch an der Grenze zwischen dem Vorarlberger Rheintal und dem Bregenzerwald. Eine kleine Straße führt von der Bödelestraße L48 zu einem Parkplatz am See.

## Entstehung des Sees
Der Dornbirner Fabrikant Otto Hämmerle erwarb zu Beginn des 20. Jahrhunderts die Alpe Oberlose. Der Kaufvertrag wurde 1902 unterzeichnet. In weiterer Folge wurden im Auftrag von Otto Hämmerle das Alpenhotel Bödele und die Kapelle Heilige Maria errichtet und der Bödelesee aufgestaut (1902). Primär ging es darum, Löschwasser bereitzustellen für Brände. Der See diente auch dem Züchten von Fischen und wurde ab 1906 touristisch genutzt. Eigentümerin des Sees ist seit 1986 die Stadt Dornbirn.

## Zufluss und Abfluss
Zu- und Abfluss ist der Winsauerbach, der weiter abwärts Stauderbach heißt.

## Naturschutz
Der Bödelesee ist Teil des Europaschutzgebiets Fohramoos. Rund um den See ist ein wertvoller Moorwald.

## Tourismus
Anfänglich wurde damit geworben, dass der Moorsee eine heilende Wirkung hat. Auch heute wird der See noch als Badesee verwendet. Vor allem aber ist er bei Wanderern beliebt, die die Natur im Fohramoos und rund um den See genießen.